# Héctor Incháustegui Cabral
Héctor Incháustegui Cabral (* 25. Juli 1912 in Baní; † 5. September 1979 in Santo Domingo) war ein dominikanischer Schriftsteller, Redakteur, Hochschullehrer und Diplomat.

## Werdegang
Nach seiner frühen Tätigkeit als Redakteur und Diplomat war Incháustegui Professor an der Katholischen Universität Mater et Magristra in Santiago de los Caballeros; er unterrichtete auch an der Escuela Nacional de Bellas Artes Dominicana.
Seine dichterischen Anfänge zeigen Einflüsse von Walt Whitman oder Carl Sandburg und fallen in die Zeit der Machtübernahme durch den dominikanischen Diktator Rafael Trujillo. In den vierziger und fünfziger Jahren des Zwanzigsten Jahrhunderts schloss er sich der in Opposition zur herrschenden Unterdrückung stehenden avantgardistischen Gruppe La Poesía Sorprendida (Die unterdrückte Dichtung) an, eine elitäre literarische Gruppe, die sich international und experimentell orientierte.
Das dichterische Werk Incháusteguis ist in einer Reihe der bedeutendsten dominikanischen Lyriker des Zwanzigsten Jahrhunderts zu sehen wie Domingo Moreno Jiménes und Manuel del Cabral, der einige seiner Gedichte veröffentlichte.
Sein 1967 erschienenes Buch Diario de la guerra („Kriegstagebuch“) gilt als erstrangiges Dokument des Bürgerkriegs in der Dominikanischen Republik. Bislang wurde keines seiner Werke ins Deutsche übersetzt.

## Ehrungen
- 1952 Premio Nacional de Poesía Pedro Henríquez Ureña[3]

## Werke (Auswahl)
- Rumbo al la otra vigiliae. El Diario, Santiago R.D. 1942.
- Poesías (Gedichte) (Mexiko-Stadt, 1950)
- El pozo muerto. Imp. Librería Dominicana, Ciudad Trujillo R.D. 1960 (Colección pensamiento dominicano. 17).
- Miedo en un puñado de polvo. Prometeo, Filoctetes, Hipólito. Americalee, Buenos Aires 1964. - Theaterstücke
- Diario de la guerra. Los dioses ametrallados. UCMM, Santiago de los Caballeros 1967 (Colección contemporáneos. 2).
- De literatura dominicana siglo veinte. PUCMM, Santiago R.D. 1968 (Colección contemporáneos. 6).
- Poemas de una sola angustia. Obra poética completa 1940–1976. Editora del Caribe, Santo Domingo UCMM 1978.

## Sekundärliteratur
- Stefan Baciu und Kurt Marti: Der du bist im Exil - Gedichte zwischen Revolution und Christentum aus 16 lateinamerikanischen Ländern, Peter Hammer, Wuppertal 1969.
- En elogio de los viejos. (Homenaje al profesor Dr. Héctor Incháustegui Cabral). UCMM, Santiago de los Caballeros 1978. - Festschrift.